# Вонфурт
Вонфурт (њем. Wonfurt) општина је у њемачкој савезној држави Баварска. Једно је од 26 општинских средишта округа Хасберге. Према процјени из 2010. у општини је живјело 1.956 становника. Посједује регионалну шифру (AGS) 9674219.

## Географски и демографски подаци
Вонфурт се налази у савезној држави Баварска у округу Хасберге. Општина се налази на надморској висини од 220 метара. Површина општине износи 17,4 km². У самом мјесту је, према процјени из 2010. године, живјело 1.956 становника. Просјечна густина становништва износи 113 становника/km².